# Order Jerzego I
Order Jerzego I (gr. Τάγμα του Γεωργίου Α', Basilikon tagma toy Georgioy A) – do 1936 drugie z kolei, po Orderze Zbawiciela wysokie odznaczenie Królestwa Grecji, następnie do 1973 znajdował się na czwartym miejscu w hierarchii orderów tego państwa.

## Opis
Order ten został ustanowiony 16 stycznia 1915 przez króla Konstantyna I ku czci jego ojca, Jerzego I, drugiego z kolei króla Hellenów, który padł ofiarą zamachu bombowego w 1913. Order istniał do 1924, po czym został zniesiony  przez rząd II Republiki (1924–1935) i zastąpiony przez Order Feniksa. Odnowiony w 1936 po restauracji monarchii przez Jerzego II został ostatecznie zniesiony przez władze III Republiki i zastąpiony Orderem Honoru, ale żyjący jeszcze kawalerowie mogą go nadal nosić.
Order Jerzego I posiadał dwie odmiany – wojskową i cywilną – i nadawany był obywatelom greckim i cudzoziemskim za wybitne osiągnięcia w czasie wojny oraz na polu administracji, handlu, polityki, sztuki i nauki.
Posiadał pięć klas według znanego schematu Legii Honorowej:
- I klasa – Krzyż Wielki (gr.) Μεγαλόσταυρος
- II klasa – Wielki Komandor (gr.) Ανώτερος Ταξιάρχης
- III klasa – Komandor (gr.) Ταξιάρχης
- IV klasa – Oficer lub Złoty Krzyż (gr.) Χρυσούς Σταυρός
- V klasa – Kawaler lub Srebrny Krzyż (gr.) Αργυρούς Σταυρός

## Wygląd
Insygniami orderu były biały krzyż łaciński z  zielonym wieńcem laurowym między ramionami, z monogramem Jerzego I w środkowym medalionie awersu, otoczonym napisem "ΙΣXYΣ MOI HAΓAΠH TOY ΛAOY" (MIŁOŚĆ NARODU MĄ SIŁĄ – motto panowania Jerzego I) i z datami panowania króla 1863–1913 na medalionie rewersu, oraz gwiazdy I i II klasy: ośmiopromieniowa złota dla I klasy i czteropromieniowa srebrna dla II klasy, obie z nałożonym na nie awersem krzyża orderowego.
Order noszony był na purpurowej wstędze i zawieszony na złotej (klasy I–IV) lub srebrnej (klasa V) koronie królewskiej.